# Вілли Плінія «Комедія» і «Трагедія»
45°57′27″ пн. ш. 9°18′07″ сх. д. / 45.95750717711° пн. ш. 9.3019377127953° сх. д.
Вілли Плінія «Комедія» і «Трагедія» — дві з декількох вілл, якими володів Пліній Молодший протягом 1 століття навколо озера Комо на півночі Італії. У сучасній Італії вони відомі відповідно як вілла «Комедія» та вілла «Трагедія». В одному з листів Плінія до друга дитинства Воконія Романа (книга 9, послання 7) він назвав їх своїми улюбленими. У своєму листі Пліній писав, що вілла Трагедія була на вершині хребта над озером, а вілла Комедія була прямо на березі води і що «кожна з них має особливу красу; так їхня своєрідність робить їх ще більш приємними для свого господаря». Згідно з одним листом, Пліній тлумачив назви вілл з їхнього географічного положення та традицій римського театру. Він бачив, як вілла «Трагедія» піднімається з обстановки, як актор у високих черевиках на платформі трагіка (cothurni), тоді як вілла «Комедія» внизу біля озера носила капці скромного коміка (socculi). Обидві вілли давно зникли, і їх точне розташування залишається предметом припущень.
Хоча припускають, що вілла Трагедія була розташована в Белладжіо десь на території сучасної вілли Сербеллоні, жодних архітектурних залишків так і не було знайдено. Вілла Сербеллоні та прилеглі до неї маєтки датуються серединою 16-го століття. Вона була придбана Фондом Рокфеллера у 1959 році і слугує міжнародним навчальним та конференц-центром Фонду.}} Ще менш зрозуміло, де була розташована вілла Комедія. Історик 16-го століття Паоло Джовіо вважав, що вона була в Ленно навпроти вілли Трагедія, а її залишки зараз під водою. Фламандський географ Авраам Ортеліус, молодший сучасник Джовіо, також писав, що Ленно було місцем розташування вілли Комедії. Однак у 1876 році в Льєрні, ще одному невеликому містечку на озері Комо, було знайдено римську мозаїчну підлогу та багато римських монет. Зараз існують припущення, що мозаїчна підлога могла бути частиною вілли Комедія. На початку 1900-х років французький географ Елізе Реклю описав Лієрну як місце вілли Плінія, хоча він не уточнив, яка саме.
У 1751 році Джон Бойл, 5-й граф Оррері, близький друг Александра Поупа, опублікував англійський переклад листів Плінія. Лист до Воконія Романа з описом вілл «Комедія» та «Трагедія» був проілюстрований уявним зображенням вілли «Комедія» Семюелем Вейлом . За словами історика архітектури П'єра де ла Руффіньєра дю Пре, вілла на малюнку Вейла має схожість з віллою Поупа на річці Темза.  У власному описі вілли Комедії Пліній згадує, що її тераса була плавно вигнута, як і затока, на якій вона стояла. Він міг ловити рибу просто з вікна своєї спальні і порівнював лежання у своєму ліжку з лежанням у рибальському човні на озері. 

## В сучасній літературі
Про вілли «Комедія» і «Трагедія» згадує у своєму романі «Комо» сербський письменник Срджан Валяревич. Цей роман був перекладений українською мовою Андрієм Любкою.